# Pseudalus strigatus
Pseudalus strigatus là một loài bướm đêm thuộc phân họ Arctiinae, họ Erebidae.